# Footvolley
 (septembre 2011).
Si vous disposez d'ouvrages ou d'articles de référence ou si vous connaissez des sites web de qualité traitant du thème abordé ici, merci de compléter l'article en donnant les références utiles à sa vérifiabilité et en les liant à la section « Notes et références ».
Le footvolley (en portugais : Futevôlei) est un sport qui combine des aspects du beach-volley et du football.

## Historique

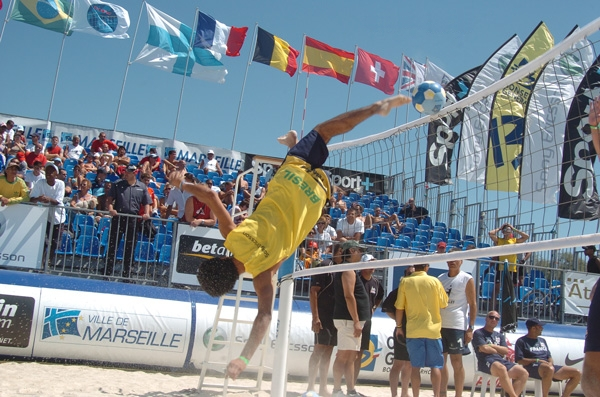
Internationales Footvolley Turnier à Marseille 2005

Le footvolley (également surnommé « footy ») a été créé en 1965 par Moraes Octavio, à Rio de Janeiro au Brésil, sur la plage de Copacabana. À cette époque, les clubs de football interdisaient formellement à leurs joueurs professionnels de jouer pendant la trêve estivale, afin d'éviter tout risque de blessure. Ce jeu leur permettait d'apporter un ballon de football et se faire des échanges par-dessus une cage de football, sans être inquiétés par la police quand celle-ci venait leur interdire de jouer. Petit à petit, les joueurs se sont déplacés vers les terrains de beach-volley. Le premier nom donné au jeu de footvolley : « pevoley », a été écarté pour « futevolei ». 
S'il nait à Rio de Janeiro, des villes comme Recife, Salvador, Brasilia, Goiânia, Santos et Florianópolis ont commencé à y jouer vers les années 1970.

## Description
Les équipes de footvolley se sont d'abord composées de cinq joueurs. En raison de leur niveau élevé (presque tous étaient des joueurs de football professionnels), le nombre de joueurs a diminué pour finalement s'établir à 2 contre 2, ce qui est encore en usage actuellement.
Ces dernières années, les joueurs de football professionnels ont participé à des événements promotionnels, en jouant des matchs avec des célébrités. C'est le cas de footballeurs brésiliens réputés comme Romário, Edmundo, Ronaldo, Ronaldinho Gaúcho, Júnior et Edinho.

## Règles
Le footvolley se pratique sur un terrain de 18 mètres de long, séparé en son milieu par un filet de 2,20 m de haut appelé calleboudier. La largeur du terrain, quant à elle, est de 9 m. Pour la compétition féminine, la hauteur du calleboudier est fixée à 2 m. Le ballon peut être touché avec toutes les parties du corps (tête, épaule, poitrine, cuisse, pied, etc), à l'exception des mains et des bras.

### Règles internationales
Les points sont attribués si le ballon touche le sol dans le camp adverse, ou si les adversaires commettent une faute, ou encore s'ils ne parviennent pas à renvoyer la balle. La notation est faite en utilisant le système de point de ralliement (nouvelles règles de volley-ball). 
Plusieurs façons de jouer existent :
- Seule l'équipe qui sert peut marquer un point si elle gagne l'échange (sauf dans le set décisif). Lorsque l'équipe qui reçoit gagne l'échange, elle obtient le droit au service qui lui permettra de comptabiliser (dans le set décisif elle gagne aussi le point).

Deux formules de match sont possibles : 
- une formule en un seul set gagnant de 15 points (éliminatoire);
- ou une formule en deux sets gagnants de 12 points. En cas d'égalité à un set partout, un troisième set, « set décisif » est joué en 12 points, avec deux points d'écart en cas d'égalité à 11 partout, et cela sans limitation de points. Le set décisif se dispute selon la formule du « tie break ». L'équipe qui gagne l'échange marque le point.

Ces deux formules sont les règles officielles internationales de la FIFV (fédération internationale de footy-volley).
- Elle se joue, soit en 1 set de 15 points où chaque équipe marque les points directement, soit en 2 sets gagnants avec 2 points d'écarts à 14 partout (avec une limite à 25 points).

Principales règles.
Le contact avec les bras et les mains ainsi que le double contact avec le ballon sont interdits.
Chaque joueur doit effectuer une seule touche, et l'équipe trois touches maximum dans l'échange, avant de passer le ballon. Pour être bon et jouable par l'équipe adverse, le ballon doit passer au-dessus du calleboudier, dans l'espace de passage délimité par la bande supérieure du calleboudier, les poteaux ainsi que les antennes situées à l’extrémité de ceux-ci et de leur prolongement imaginaire.
Sur le service, une rotation doit être effectuée entre les joueurs d'une même équipe, chaque fois que celle-ci récupère le service. Le ballon peut toucher le calleboudier avant de passer, le tir est valable et donc jouable. Sur le service comme dans les échanges, il y a possibilité de renvoi direct. Si le ballon touche l'élastique qui délimite le terrain adverse, il est compté valable. La première équipe qui marque 8 points entraine le changement de côté pour les matchs en un seul set ; lors de ce passage, les joueurs se saluent en se tapant la main.

### Règles du Pro Tour de footvolley
Les règles de la tournée professionnelle des États-Unis (Footvolley Pro Tour) sont conçues pour rendre les matchs plus rapides et plus agressifs. Certaines des différences notables sont : la faible hauteur du calleboudier (2,05 m) ; la possibilité pour chaque équipe de marquer trois doubles points (valable lorsque le ballon est frappé par le pied au-dessus de la tête du joueur, et si ce ballon n'est pas retouché par un adversaire).

## Essor international
Depuis ses débuts au Brésil, le footvolley s'est propagé et a gagné en popularité au niveau international, que ce soit en Europe, aux États-Unis ou en Asie. Le premier événement international de footvolley  s'est déroulé hors du Brésil puisqu’il a eu lieu aux États-Unis en mars 2003. 
Les compétitions majeures se déroulent sur les plages  des pays du monde, notamment en Espagne, Portugal, Grèce, France (principalement en Corse), Hollande, Thaïlande, Afrique du Sud, Brésil, etc.
- Brésil

Brasilia (la capitale du Brésil) compte les meilleurs joueurs actuels. Cette ville a joué un grand rôle dans le développement de la discipline. Depuis les années 1990, de grands joueurs comme Gabriel, Xeleleu, Jansen de Oliveira, Ramiro, Betola, Edinho, Hugão ou Luisinho sont devenus professionnels et continuent de jouer ; ils ont aussi formé des enfants à ce jeu, et certains d'entre eux sont devenus de très bons joueurs de footy, notamment Belo, Marcelinho, Mario, Café, Diego, Lana (pour le footvolley féminin et mixte) et d'autres encore. Actuellement, les joueurs brésiliens dominent le monde du footvolley.
- États-Unis

Le  Footvolley Pro Tour a été lancé en 2008. Cette nouvelle tournée professionnelle met en vedette les meilleurs joueurs des États-Unis, avec des invités internationaux. Le premier événement a eu lieu en Floride sur Hollywood Beach en mars 2008, où le footballeur brésilien Romario a remporté le tournoi avec son partenaire  Joao Luis, en battant Paulo Ricardo Reis et Alex. 5 000 spectateurs ont assisté à cet événement qui a été diffusé en direct sur Univision. En 2011, la tournée a eu lieu à Miami's South Beach . 
Le Footvolley Pro Tour a attiré des entreprises comme Bud Light, TAM Airlines et Crowne Plaza, ainsi que des partenaires tels que Comcast SportsNet et bien d'autres.

## Office national
L'organisme directeur de ce sport est basé aux États-Unis à Miami Beach (NGB). Il a pour mission de développer ce sport aux États-Unis, en organisant des tournois et en représentant ce pays dans les compétitions internationales.
Pour être sélectionné dans les compétitions officielles de footvolley aux États-Unis, chaque joueur doit répondre à certaines exigences, notamment avoir participé à des compétitions de footy aux États-Unis au cours de l'année, et être résident dans ce pays. Des exceptions ont été faites pour des célébrités, leur participation à ce sport encore nouveau étant susceptible d'aider à son développement. L'équipe américaine est déterminée par le rang individuel des joueurs lors des Championnats des États-Unis de chaque année.
- Royaume-Uni

En avril 2006, l'équipe d'Angleterre de football, composée de joueurs légendaires comme John Barnes et Niall Quinn, a participé au tournoi organisé par la Fédération thaïlandaise de footvolley à Pattaya en Thaïlande. 
En 2007, les deux événements majeurs ont été les Muller riz[Quoi ?] à Croyde, et le Lamisil à Brighton. Dirceu & Luigui ont été les vainqueurs des deux compétitions. L'équipe no 1 en Angleterre est composé du duo David et Gary. 
- Israël

En 2007, Corona en Israël s'est impliqué dans le footvolley, instituant la première Ligue de footvolley en 2008. L'entreprise a également été l'instigatrice de la ligue qui a inventé le nom hébreu prononcé « Fuccivolley » ( פוצ'יוולי ), devant être utilisé exclusivement  dans ce championnat.
Les meilleurs joueurs de footy israéliens sont : Yossi Golan, Amir Zohar, Oshri Cohen, Shalom Michaelshvili. La Corona FootVolley Ligue est jusqu'à présent le seul et unique championnat de footvolley au monde. Depuis 2008, il est joué chaque été, à partir de mai ou juin jusqu'à la demi-finale en septembre ou octobre, avec quatorze équipes et treize tours de ligue dans la ligue Premium, et douze équipes et dix tours dans la ligue Masters.
En 2009, des équipes européennes sont allées jouer en Israël, et en 2011, des équipes venant des quatre coins du monde sont conviées à jouer. Jérusalem, la ville sainte pour les juifs, chrétiens et musulmans, est l'hôte la Coupe du monde « Corona FootVolley » en 2011. Des aires de jeux de plage avec du sable (Arena FootVolley Corona) sont préparées spécialement pour le tournoi, juste en face de l'Old City murs, à côté de la célèbre Tour de David.
- France

Ce sport est encore méconnu mais trouve peu à peu sa place dans le paysage azuréen, alors qu'il est déjà pratiqué depuis de nombreuses années en Corse et tout particulièrement sur la côte sud-ouest (Cargèse, Piana, Ajaccio).
La discipline est entrée dans une période de développement, et compte une augmentation de 100 % des licenciés. Grâce aux municipalités et aux passionnés, la totalité des clubs de la région azuréenne peut désormais s'entrainer et jouer. Le site de Carras permet de jouer au bord de la plage à Nice et le club d'Antibes développe un terrain, à la Rague à Mandelieu. La Côte d'Azur possède également l'unique stade entièrement destiné au footy en France, avec le complexe de la Lauvette. Des nouvelles infrastructures marquent une volonté commune de promouvoir la discipline et symbolisent l'avenir de ce sport dans la région.
Le championnat azuréen a été créé en 2008, avec une dizaine d'équipes dominées par le Nice footvolley, le Footvolley Antibois et Saint-Jean-Cap-Ferrat, qui se rencontrent de janvier à juin en plusieurs étapes. Les clubs de footvolley organisent aussi des journées « découverte », en collaboration avec les clubs de football, et les municipalités préparent des événements pour faire venir les meilleurs joueurs européens et mondiaux. Mandelieu notamment reçoit un open européen, fin juin, où les meilleures équipes azuréennes sont présentes. Et mi-juillet, Nice accueille les magiciens brésiliens pour une démonstration de footy à quatre, « future discipline olympique ».
En Corse évoluent actuellement les meilleurs joueurs de France, avec des champions d'Europe comme Achard, Allessandri, Leca. La relève est assurée par la paire Plasenzotti et Ottaviani (seulement 20 ans), gagnante du tournoi international de Piana en 2011 et de la coupe de Corse organisée à Porticcio la même année par le tout nouveau club de Porticcio Footvolley. On dénombre de nombreux tournois l'été sur les plages corses, avec notamment le tournoi de Piana et ainsi que ceux de Cargèse, du Goéland et de Porticcio. Beaucoup de tournoi sont aussi organisé sur la Plage du Neptune avec la paire Giorgi et Ettori qui sont les meilleurs joueurs de leur génération. 
Au niveau compétitif, de nombreux tournois sont organisés sous forme de circuits. Tout cela a débouché logiquement sur la mise en place de championnats de France, d'Europe et du monde. 
Comme pour le football, une coupe du monde a été créée. La première édition a eu lieu en 2003 en Italie et a été remportée par le duo brésilien Belo/Marcelinho, les meilleurs spécialistes mondiaux (le footvolley étant, au Brésil - berceau de cette discipline - le deuxième sport le plus pratiqué après le football). 
Quatre ans plus tard, la France est désignée pour être le pays organisateur, et la Fédération française de footvolley choisit la Corse pour organiser cette prestigieuse compétition. La création de la Ligue corse de footvolley, avec comme président Jean-François Massiani et comme dirigeants Yannick Achard et Jeff Mancini, a permis l’organisation de cet événement. 
Du 9 au 13 juillet 2007, le championnat du monde de foot volley se tient à Ajaccio. Durant cinq jours, trente-deux équipes venant de dix-neuf pays s’affrontent. L'équipe de France est, pour la circonstance, composée de six doublettes, parmi lesquelles jouent notamment Anthony Alessandri, champion d’Europe 2005, ou encore le duo d'Antibes Juan les Pins, Enea-Ortega, une paire présente depuis des années en Corse. Pour déterminer les équipes qualifiées pour cette compétition, des tournois internes ont eu lieu au cours de l'année dans chaque pays, et chacun des vainqueurs a gagné le droit de présence place Miot à Ajaccio.
Gaëtan Huard, président de la Fédération française de footvolley, assiste à cet événement, ainsi que Jean-Pierre Papin (qui participera aux qualifications) et, en spécial Guest Star, Marcel Desailly. Outre l'aspect sportif, cette coupe du monde de footvolley a des retombées positives tant en termes d'image que sur le plan économique. Sur les cinq jours, plus de 10 000 personnes se déplacent. De plus, la compétition est télévisée sur la chaîne câblée « Sport Plus » à compter des quarts de finale. Des moyens importants sont mis en place : 1 000 m2 d’installations, 600 tonnes de sable, deux terrains officiels, un village grand public, un village VIP et un stade de 900 places. 
Profitant de l'impact médiatique et de son développement considérable un peu partout dans le monde, ainsi qu'au travail effectué dans l'île, ce sport connait un essor considérable en Corse. Aussi, le tournoi s'est, au fil du temps, mué en Open national puis international. 
Entre-temps, la Fédération internationale de footvolley est née. Présidée par l'Espagnol Soares, elle regroupe toutes les fédérations nationales. Le footvolley a été choisi comme sport en démonstration aux JO de Londres en 2012